# 東大門 (さいたま市)
東大門（ひがしだいもん）は、埼玉県さいたま市緑区の町名。現行行政地名は、東大門一丁目から三丁目。郵便番号は336-0964。

## 地理
さいたま市緑区の東部、浦和美園駅と東川口駅の中間に位置する。区画整理が完了し街路が整備された地区である。地区の東境を伝右川が流れる。ロードサイド店舗が集中するほか、西部は宅地化が進む。

### 地価
住宅地の地価は2022年（令和4年）1月1日の公示地価によれば東大門3-16-4の地点で22万3000円/m2となっている。

## 歴史
かつては大門町の南部であった。
- 1889年（明治22年）4月1日 - 町村制施行により大門町、下野田村、北原村、間宮村、差間村と玄蕃新田が合併し、大門村成立[5]。大門村大字大門となる。
- 1956年（昭和31年） 4月1日 - 野田村・戸塚村・大門村が合併し、美園村が成立[5]、美園村の大字となる。
- 1962年（昭和37年）5月1日 - 美園村のうち、旧大門村の差間・行衛を除く区域と旧野田村が浦和市に、旧戸塚村と旧大門村の差間・行衛が川口市にそれぞれ編入される[5][6]。以後浦和市の大字となる。
- 1992年（平成4年）2月 - 大門第一特定区画整理事業が完了し、大字大門の一部から東大門一丁目〜三丁目が成立。
- 2001年（平成13年）5月1日 - 浦和市が与野市、大宮市と合併しさいたま市となり、さいたま市の町名となる。
- 2003年（平成15年）4月1日 - さいたま市が政令指定都市に移行し、さいたま市緑区の町名となる。

## 世帯数と人口
2017年（平成29年）9月1日現在の世帯数と人口は以下の通りである。
| 丁目         | 世帯数    | 人口    |
| ------------ | --------- | ------- |
| 東大門一丁目 | 128世帯   | 289人   |
| 東大門二丁目 | 640世帯   | 1,683人 |
| 東大門三丁目 | 613世帯   | 1,469人 |
| 計           | 1,381世帯 | 3,441人 |

## 小・中学校の学区
市立小・中学校に通う場合、学区（校区）は以下の通りとなる 
| 丁目         | 番地 | 小学校                 | 中学校                   |
| ------------ | ---- | ---------------------- | ------------------------ |
| 東大門一丁目 | 全域 | さいたま市立大門小学校 | さいたま市立美園南中学校 |
| 東大門二丁目 | 全域 | さいたま市立大門小学校 | さいたま市立美園南中学校 |
| 東大門三丁目 | 全域 | さいたま市立大門小学校 | さいたま市立美園南中学校 |

## 交通
地区内の地下を埼玉高速鉄道線が通るが、鉄道駅はない。最寄り駅は東川口駅で、東大門3丁目よりおよそ1,200 m離れている。

### 道路
- 国道463号
- 埼玉県道381号東大門安行西立野線

## 施設
幹線道路沿いを中心に大小の商業施設が多数立地する。
- 区画整理記念会館
- 龍音寺
- 外町東公園
- 外町西公園
- 大門坂下公園